# NewSQL
NewSQL은 전통적인 데이터베이스 시스템의 ACID를 보장하면서 온라인 트랜잭션 처리(OLTP) 워크로드용 NoSQL 시스템의 확장성(scalability)의 제공을 시도하는 관계형 데이터베이스 관리 시스템의 한 계열이다.
하이프로파일 데이터(예: 금융 및 주문 처리 시스템)를 관리하는 수많은 전사적 소프트웨어는 전통적인 관게형 데이터베이스에 너무 크지만 NoSQL 시스템에 실용적이지 않은 트랜잭션 및 무결성 요건을 가지고 있다. 이러한 조직을 위해 이전에 사용 가능했던 유일한 옵션으로는 더 성능이 좋은 컴퓨터를 구매하거나 전통적인 DBMS의 요청을 분산시키는 커스텀 미들웨어를 개발하는 것이었다. 이 2가지 접근 모두 높은 인프라 비용 및 개발 비용이 든다. NewSQL 시스템은 이러한 충돌을 조화시키는 것을 시도한다.

## NewSQL 데이터베이스 목록
- 카우치베이스
- 구글 스패너
- 토쿠DB

## 같이 보기
- 트랜잭션 처리
- 데이터베이스 분할